# Euproctis flava
Euproctis flava är en fjärilsart som beskrevs av Fabricius 1775. Euproctis flava ingår i släktet Euproctis och familjen tofsspinnare. Inga underarter finns listade i Catalogue of Life.